# Convolvulus thunbergii
Convolvulus thunbergii är en vindeväxtart som beskrevs av Johann Jakob Roemer och Schult.. Convolvulus thunbergii ingår i släktet vindor, och familjen vindeväxter. Inga underarter finns listade i Catalogue of Life.